# GUID 파티션 테이블

GUID 파티션 테이블 구조

컴퓨터 하드웨어에서 GUID 파티션 테이블(GPT, GUID Partition Table)은 물리적인 하드 디스크에 대한 파티션 테이블 레이아웃 표준이다. 확장 펌웨어 인터페이스 (EFI) 표준(인텔이 PC 바이오스를 대체하기 위하여 제안한 것)의 일부로 형성되어 있기는 하지만 MBR 파티션 테이블의 제한 때문에 일부 바이오스 시스템에 사용되기도 한다. MBR 파티션 테이블의 경우 하나의 디스크 파티션 크기를 최대 2.2 TB (2.2 × 1012 바이트).로 제한한다. GPT는 최대 디스크 및 파티션 크기를 9.4 ZB(9.4 × 1021 바이트)까지 허용한다.
2010년을 기준으로 일반적인 시스템 간의 GPT에 대한 지원은 제한을 받는다.

## GPT의 운영 체제 지원
하이브리드 MBR은 표준이 아니며 운영 체제에 따라 다른 방식으로 해석한다. 아래에 아무런 언급이 없으면 운영 체제는 하이브리드 MBR 구성을 이용할 때 GPT 데이터에 우선 순위를 제공한다.
"이 아키텍처 및 버전에 대한 순수한 지원은 제공하지 않는다."는 다음과 같이 이해하여야 한다:
데이터 디스크로 지원하지 않는다, 보호 MBR에서 볼 수 있는 알려진 레거시 파티션만 운영 체제를 통해 접근할 수 있다. 탈착 가능한 디스크: MBR 파티션만 지원 안 함; 최종 사용자 응용으로 접근 권한이 없음. GPT가 포함된 순수 데이터는 낮은 수준의 디스크 접근을 위하여 서드 파티 관리자 도구를 통해 접근할 수 있다. 읽기 또는 읽기-쓰기 형태의 진정한 파일 시스템 수준 지원은 서드 파티 제조업체가 제공하는 소프트웨어에 종속된다.

### 유닉스 계열운영 체제
| 운영 체제 | 버전/ 에디션                                                 | 플랫폼             | PC/BIOS 상의 GPT로부터 시동          | EFI 상의 GPT로부터 시동 | 참고 |
| --------- | ------------------------------------------------------------ | ------------------ | ------------------------------------ | ----------------------- | --- |
| FreeBSD   | 7.0 이후                                                     | x86, x86-64        | 예                                   | 예                      | 하이브리드 구성에서 GPT와 MBR 파티션 식별자 모두 사용할 수 있다.                                                                              |
| 리눅스    | 대부분의 x86 리눅스 배포판 페도라 8 이상 및 우분투 8.04 이상 | x86, x86-64, IA-64 | 예                                   | 예                      | fdisk와 같은 일부 배포 도구들은 GPT와 함께 동작하지 않는다. gdisk와 같은 새로운 도구, Syslinux, grub .96+ 패치, grub2은 GPT를 이용할 수 있다. |
| Mac OS X  | 10.4.0 이후 (10.4.6 이후의 일부 기능)                        | x86, x86-64        | 부트로더와 함께 사용 가능 (해킨토시) | 예                      | |
| 솔라리스  | 솔라리스 10 이후                                             | x86, x86-64, SPARC | 예                                   | 예                      | |

### 32비트 윈도 버전
마이크로소프트는 32비트 플랫폼에서 EFI를 지원하지 않으며 더 나아가 GPT 파티션으로부터의 시동 또한 지원하지 않는다.
| 운영 체제        | 버전/ 에디션             | 플랫폼 | PC/BIOS 상의 GPT로부터 시동 | EFI 상의 GPT로부터 시동 | 참고                                                                  |
| ---------------- | ------------------------ | ------ | --------------------------- | ----------------------- | --------------------------------------------------------------------- |
| 윈도우 XP        | (2001-10-25)             | x86    | 아니요                      | 아니요                  | 이 아키텍처 및 버전에 대한 순수한 지원은 제공하지 않는다.             |
| 윈도우 서버 2003 | (2003-04-24)             | x86    | 아니요                      | 아니요                  | 이 아키텍처 및 버전에 대한 순수한 지원은 제공하지 않는다.             |
| 윈도우 서버 2003 | 서비스 팩 1 (2005-03-30) | x86    | 아니요                      | 아니요                  | 데이터 디스크에만 지원. MBR은 하이브리드 구성에서 우선 순위를 가진다. |
| 윈도우 비스타    | (2005-07-22)             | x86    | 아니요                      | 아니요                  | MBR은 하이브리드 구성에서 우선 순위를 가진다.                         |
| 윈도우 서버 2008 | (2008-02-27)             | x86    | 아니요                      | 아니요                  | MBR은 하이브리드 구성에서 우선 순위를 가진다.                         |
| 윈도우 7         | (2009-10-22)             | x86    | 아니요                      | 아니요                  | MBR은 하이브리드 구성에서 우선 순위를 가진다.                         |

### 64비트 윈도 버전
다음의 표는 GPT를 지원하는 64비트 윈도 버전만을 나열한다.
| 운영 체제         | 버전/ 에디션                                                               | 플랫폼        | PC/BIOS 상의 GPT로부터 시동 | EFI 상의 GPT로부터 시동 | 참고 |
| 윈도우 XP         | 64비트 (2001-10-25)                                                        | IA-64         | 아니요                      | 예                      | MBR은 하이브리드 구성에서 우선 순위를 가진다. 탈착 가능한 디스크: MBR 파티션만 지원. |
| 윈도우 XP         | 64비트, 버전 2003 (2003-03-28) (윈도 서버 2003 64비트의 워크스테이션 제품) | IA-64         | 아니요                      | 예                      | MBR은 하이브리드 구성에서 우선 순위를 가진다. 탈착 가능한 디스크: MBR 파티션만 지원. |
| 윈도우 서버 2003  | 64비트 (2003-04-24)                                                        | IA-64         | 아니요                      | 예                      | MBR은 하이브리드 구성에서 우선 순위를 가진다. 기본 파티션 동작은 GPT이다. "IA-64 시스템의 시동 디스크는 GPT 디스크여야 한다. IA-64 시스템에서 다른 디스크를 사용할 때에는 MBR이나 GPT를 사용할 수 있다. |
| 윈도우 서버 2003  | x64, 서비스 팩 1 (2005-03-30)                                              | x86-64        | 아니요                      | 아니요                  | 데이터 디스크만 지원 MBR은 하이브리드 MBR 구성에서 우선 순위를 가진다. |
| 윈도우 XP         | 프로페셔널 x64 (2005-04-25) (윈도 서버 2003 x64의 워크스테이션 제품)       | x86-64        | 아니요                      | 아니요                  | 데이터 디스크만 지원 MBR은 하이브리드 구성에서 우선 순위를 가진다. 탈착 가능한 디스크: MBR 파티션만 지원.                                                                                               |
| 윈도우 비스타     | (2005-07-22)                                                               | x86-64        | 아니요                      | 예                      | MBR은 하이브리드 구성에서 우선 순위를 가진다. |
| 윈도우 서버 2008  | (2008-02-27)                                                               | x86-64, IA-64 | 아니요                      | 예                      | MBR은 하이브리드 구성에서 우선 순위를 가진다. |
| 윈도우 7          | (2009-10-22)                                                               | x86-64        | 아니요                      | 예                      | MBR은 하이브리드 구성에서 우선 순위를 가진다. |
| 윈도 서버 2008 R2 | (2009-10-22) (윈도 7의 서버 제품)                                          | x86-64, IA-64 | 아니요                      | 예                      | MBR은 하이브리드 구성에서 우선 순위를 가진다. |

## 파티션 유형 GUID
| 관련 운영 체제      | 파티션 유형                             | 전역 고유 식별자 (GUID)              |
| ------------------- | --------------------------------------- | ------------------------------------ |
| (없음)              | 사용하지 않는 항목                      | 00000000-0000-0000-0000-000000000000 |
| (없음)              | MBR 파티션 구조                         | 024DEE41-33E7-11D3-9D69-0008C781F39F |
| (없음)              | EFI 시스템 파티션                       | C12A7328-F81F-11D2-BA4B-00A0C93EC93B |
| (없음)              | BIOS 시동 파티션                        | 21686148-6449-6E6F-744E-656564454649 |
| 윈도우              | 마이크로소프트 예비 파티션              | E3C9E316-0B5C-4DB8-817D-F92DF00215AE |
| 윈도우              | 기본 데이터 파티션                      | EBD0A0A2-B9E5-4433-87C0-68B6B72699C7 |
| 윈도우              | 논리 디스크 관리자 메타데이터 파티션    | 5808C8AA-7E8F-42E0-85D2-E1E90434CFB3 |
| 윈도우              | 논리 디스크 관리자 데이터 파티션        | AF9B60A0-1431-4F62-BC68-3311714A69AD |
| 윈도우              | 윈도 복구 환경                          | DE94BBA4-06D1-4D40-A16A-BFD50179D6AC |
| 윈도우              | IBM 일반 병렬 파일 시스템 (GPFS) 파티션 | 37AFFC90-EF7D-4E96-91C3-2D7AE055B174 |
| HP-UX               | 데이터 파티션                           | 75894C1E-3AEB-11D3-B7C1-7B03A0000000 |
| HP-UX               | 서비스 파티션                           | E2A1E728-32E3-11D6-A682-7B03A0000000 |
| 리눅스              | 데이터 파티션                           | EBD0A0A2-B9E5-4433-87C0-68B6B72699C7 |
| 리눅스              | RAID 파티션                             | A19D880F-05FC-4D3B-A006-743F0F84911E |
| 리눅스              | 스왑 파티션                             | 0657FD6D-A4AB-43C4-84E5-0933C84B4F4F |
| 리눅스              | 논리 디스크 관리자 (LVM) 파티션         | E6D6D379-F507-44C2-A23C-238F2A3DF928 |
| 리눅스              | 예비                                    | 8DA63339-0007-60C0-C436-083AC8230908 |
| FreeBSD             | 시동 파티션                             | 83BD6B9D-7F41-11DC-BE0B-001560B84F0F |
| FreeBSD             | 데이터 파티션                           | 516E7CB4-6ECF-11D6-8FF8-00022D09712B |
| FreeBSD             | 스왑 파티션                             | 516E7CB5-6ECF-11D6-8FF8-00022D09712B |
| FreeBSD             | 유닉스 파일 시스템 (UFS) 파티션         | 516E7CB6-6ECF-11D6-8FF8-00022D09712B |
| FreeBSD             | 바이넘 볼륨 관리자 파티션               | 516E7CB8-6ECF-11D6-8FF8-00022D09712B |
| FreeBSD             | ZFS 파티션                              | 516E7CBA-6ECF-11D6-8FF8-00022D09712B |
| Mac OS X            | HFS 플러스 파티션                       | 48465300-0000-11AA-AA11-00306543ECAC |
| Mac OS X            | 애플 UFS                                | 55465300-0000-11AA-AA11-00306543ECAC |
| Mac OS X            | 애플 APFS                               | 7C3457EF-0000-11AA-AA11-00306543ECAC |
| Mac OS X            | ZFS                                     | 6A898CC3-1DD2-11B2-99A6-080020736631 |
| Mac OS X            | 애플 RAID 파티션                        | 52414944-0000-11AA-AA11-00306543ECAC |
| Mac OS X            | 애플 RAID 파티션, 오프라인              | 52414944-5F4F-11AA-AA11-00306543ECAC |
| Mac OS X            | 애플 시동 파티션                        | 426F6F74-0000-11AA-AA11-00306543ECAC |
| Mac OS X            | 애플 레이블                             | 4C616265-6C00-11AA-AA11-00306543ECAC |
| 애플 TV 복구 파티션 | 5265636F-7665-11AA-AA11-00306543ECAC    |                                      |
| 솔라리스            | 시동 파티션                             | 6A82CB45-1DD2-11B2-99A6-080020736631 |
| 솔라리스            | 루트 파티션                             | 6A85CF4D-1DD2-11B2-99A6-080020736631 |
| 솔라리스            | 스왑 파티션                             | 6A87C46F-1DD2-11B2-99A6-080020736631 |
| 솔라리스            | 백업 파티션                             | 6A8B642B-1DD2-11B2-99A6-080020736631 |
| 솔라리스            | /usr 파티션                             | 6A898CC3-1DD2-11B2-99A6-080020736631 |
| 솔라리스            | /var 파티션                             | 6A8EF2E9-1DD2-11B2-99A6-080020736631 |
| 솔라리스            | /home 파티션                            | 6A90BA39-1DD2-11B2-99A6-080020736631 |
| 솔라리스            | 대체 섹터                               | 6A9283A5-1DD2-11B2-99A6-080020736631 |
| 솔라리스            | 예비 파티션                             | 6A945A3B-1DD2-11B2-99A6-080020736631 |
| 솔라리스            | 예비 파티션                             | 6A9630D1-1DD2-11B2-99A6-080020736631 |
| 솔라리스            | 예비 파티션                             | 6A980767-1DD2-11B2-99A6-080020736631 |
| 솔라리스            | 예비 파티션                             | 6A96237F-1DD2-11B2-99A6-080020736631 |
| 솔라리스            | 예비 파티션                             | 6A8D2AC7-1DD2-11B2-99A6-080020736631 |
| NetBSD              | 스왑 파티션                             | 49F48D32-B10E-11DC-B99B-0019D1879648 |
| NetBSD              | FFS 파티션                              | 49F48D5A-B10E-11DC-B99B-0019D1879648 |
| NetBSD              | LFS 파티션                              | 49F48D82-B10E-11DC-B99B-0019D1879648 |
| NetBSD              | RAID 파티션                             | 49F48DAA-B10E-11DC-B99B-0019D1879648 |
| NetBSD              | 중첩 파티션                             | 2DB519C4-B10F-11DC-B99B-0019D1879648 |
| NetBSD              | 암호화된 파티션                         | 2DB519EC-B10F-11DC-B99B-0019D1879648 |

## 같이 보기
- 마스터 부트 레코드
- 전역 고유 식별자 (GUID)
- 확장 펌웨어 인터페이스 (EFI)
- 디스크 파티션